# بثوری
بثوری یک گروه اکستریم-متال سوئدی بود که در سال ۱۹۸۳ میلادی شکل گرفت و نام خود را از الیزابت بفوری، کنتس مجارستانی، برگرفت. رهبر و ترانه‌سرای گروه، توماس فورسبرگ یا کوئورتون بود. چهار آلبوم نخستین گروه، با توجه به تأثیرگذاری فراوان بر زیر سبک بلک-متال به عنوان الگوی اصلی بلک-متال اسکاندیناویایی شناخته می‌شود. هرچند که گروه در آلبوم پنجم یعنی همرهارت، از سبک پیشین خود فاصله گرفت. همرهارت آلبومی‌ست که به دفعات از آن به عنوان اولین آلبوم سبک وایکینگ-متال یاد شده‌است. بفوری به سبک وایکینگ-متال در دههٔ ۱۹۹۰ و اوایل دهه ۲۰۰۰ میلادی ادامه داد. البته گروه تجاربی نیز از ثرش-متال در آلبوم‌های مرثیه و هشت‌ظلعی داشت. مرگ کوئرتون در سال ۲۰۰۴ میلادی توسط ایست قلبی، پایانی برای عمر گروه بفوری نیز بود.

## تاریخچه

### سال‌های آغازین (دهه ۱۹۸۰ میلادی)
بفوری در مارس ۱۹۸۳ میلادی در شهر ولینگبی شکل گرفت. کوئورتون، که بعدها با نام اِیس نیز شناخته می‌شد، گیتاریستی هفده ساله بود که در ابتدای کارش از همراهی فردریک ملاندر بیس‌نواز و یوناس اوکرلند درام‌نواز بهره برد. بنا بر گفته‌های کوئورتون، وی تصمیمش بر نام بفوری را هنگامی گرفت که از مرکز توریستی لاندن دانجن بازدید کرد. البته یوناس اوکرلند می‌گوید نام گره از آهنگ «کنتس بفوری» گروه ونوم گرفته شده‌است. پیش از آن که نام بفوری به‌طور نهایی انتخاب شود، گروه تصمیم بر نام‌های متفاوتی گرفته بود؛ از جمله نوسفراتو، ناتس، مفیستو، الیزابت بفوری و کنتس بفوری. کوئورتون به‌طور پاره وقت در نشریه موسیقی کوچکی با نام تایفون گرامافون کار می‌کرد که پدرش، بورجه فورسبرگ، مالک آن بود. در اواخر سال ۱۹۸۳ میلادی، این نشریه مشغول به جمع‌آوری آهنگ‌هایی از گروه‌های متال اسکاندیناویایی برای انتشار بود. هرچند که در پایان کار، یکی از گروه‌ها منصرف از آن شد و تایفون، پدر کوئورتون، موافقت کرد که بفوری به عنوان یکی از گروه‌ها در این مجموعه به عنوان جایگزین گروه پیشین حضور یابد. نام این آلبوم «حملهٔ متال اسکاندیناویایی» بود که در مارس ۱۹۸۴ منتشر شد و اولین حضور بفوری را رقم زد. بر خلاف انتظار، دو قطعه‌ای که توسط بفوری منتشر شد، یعنی «قربانی» و «بازگشت تاریکی و اهریمن»، موجب دریافت تعداد زیادی از نامه‌های طرفداران گشت.
به زودی و پس از آن، تایفون از کوئورتون درخواست آلبوم کاملی را کرد. از آنجایی که هم‌گروهان کوئرتون در آن مقطع دیگر همراهش نبودند، وی ریکارد برگمن، عضو گروه اوی-پانک استریدسکوک که خود پیشتر در آن مشغول بود، را به عنوان بیس‌نواز و استفان لارسون، عضو گروه پانک-راک آبسکلس، را به عنوان درامر فراخواند. در ۲۲ می سال ۱۹۸۴ میلادی آنها اولین و تنها اجرای تمرینی خود را پیش از ضبط نهایی آلبوم داشتند. در اجرای بیست و دوم ماه می، دو آهنگ «ویچکرفت» و «شیطان ای سرورم» به ضبط درآمدند و تبدیل به دو آهنگ آغازین آلبوم نخستین شدند. این آلبوم نخستین که بفوری نام دارد، در ماه ژوئن و در استدیوی هون‌شور (استدیو-گاراژ) در شهر استاکهلم مراحل ضبط را پشت سر گذاشت و در ماه اکتبر همان سال منتشر شد. در چهار سال آتی از انتشار آلبوم بفوری، این گروه سه آلبوم دیگر نیز با نام‌های بازگشت (۱۹۸۵)، زیر پرچم نشان سیاه (۱۹۸۷) و خون آتش مرگ (۱۹۸۸) را منتشر کرد.
کارهای آغازین بفوری اغلب تاریک، سریع، با زیرایی بالا و ضبط لو-فای بود. صدای کوئورتون نیز خشن و گوش‌خراش بود و گه‌گاهی با فریاد و جیغ همراه می‌شد. ترانه‌های گروه، متمرکز بر موضوعات تاریک و اشارات ضدمسیحی و شیطانی بود. تمام این صفات گرد هم آمدند تا سبک بلک-متال را برای بفوری تعریف کنند. بفوری این سبک را در چهار آلبوم نخست خود پیش گرفت. کوئورتون ذکر کرد که این گروه شیطان‌پرست نیست و تنها از مضامین شیطان‌گرایانه استفاده می‌کند تا به مسیحیت حمله کند. در آلبوم چهارم و با ترانه‌اش، به نقل از وی، «حمله به مسیحیت از زاویه‌ای دیگر» را آغاز نمود؛ یعنی با در نظر داشتن آنکه شیطان‌پرستی خود نیز «محصولی از مسیحیت» است و اینکه هر دو «دری-وری‌ای مذهبی» اند.
اصطلاح بلک-متال اولین بار از آلبوم ونوم با همین نام (۱۹۸۲) برگرفته شد. بسیاری از منتقدان و هواداران مدعی آن‌اند که ونوم تأثیر گذار بر بفوری بوده‌است، یا حتی آنکه بفوری را متهم به تقلید از ونوم می‌کنند. هرچند کوئورتون ذکر می‌کند که کارهای نخستین گروه متأثر از بلک‌سبث، موتورهد و جی‌بی‌اچ است و وی نام ونوم را اولین بار در سال‌های ۱۹۸۴ یا ۱۹۸۵ شنید و هیچگاه آلبومی را از این گروه خریداری نکرده‌است. همچنین اشارات دیگری به تأثیر پذیری بفوری از گروه اسلیر نیز وجود دارد که کوئورتون آن را رد می‌کند. بنا بر رویکرد کوئورتون، که سازمان‌دهی کنسرت‌ها بیش از اندازه زحمت و دشواری دارد، این گروه از سال ۱۹۸۵ دیگر به اجرای زنده نپرداخت.
هرچند که آلبوم چهارم بفوری، خون آتش مرگ (۱۹۸۸)، غالباً پیشرو از سبک آلبوم‌های پیشین گروه بود ولی، برخی از آهنگ‌های آن سبکی متفاوت از پیش داشتند. همانند قطعهٔ همنام آلبوم یعنی خون آتش مرگ یا قطعهٔ «یک روز خوب برای مردن» (به انگلیسی: A Fine Day to Die)، که ضرب‌آهنگی آهسته‌تر همراه با گذرگاه آکوستیک (نواختن گیتار آکوستیک در موسیقی متال)، همنوایی در پس زمینه و ترانه‌هایی در مورد وایکینگ‌ها و اساطیر اسکاندیناوی را شامل می‌شد. ادواردو ریواداویا، منتقد موسیقی و از اعضای آل‌میوزیک، این سبک را «احتمالاً اولین نمونه حقیقی» وایکینگ-متال توصیف می‌کند.

### سال‌های وایکینگ-متال (دهه ۱۹۹۰ تا ۲۰۰۰ میلادی)
پس از آلبوم خون مرگ آتش، گروه از سبک بلک-متال اولیهٔ خود فاصله گرفت. آلبوم پنجم بفوری، همرهارت (۱۹۹۰)، نخستین و اولین نمونه از سبک وایکینگ-متال بود. گفته می‌شد که این آلبوم متأثر از گروه پاور-متال آمریکایی منووار است، هرچند که کوئورتون این شایعه را یک تصور غلط دیگر توصیف کرد. نماهنگی برای قطعهٔ «یک سوار به آسا بی» (به انگلیسی: One Rode to Asa Bay) از آلبوم همرهارت ساخته شد. سبک این آلبوم در آلبوم‌های بعدیشان یعنی «سپیده‌دم خدایان» (۱۹۹۱) (به انگلیسی: Twilight of the Gods) و «خون بر یخ» (در ۱۹۸۹ آغاز به ضبط شد ولی در ۱۹۹۶ کامل شد) ادامه یافت.
با انتشار آلبوم مرثیه (۱۹۹۴) و هشت‌ضلعی (۱۹۹۵)، بفوری باری دیگر سبک خود را تغییر دارد. این بار به ریترو-ثرش. آلبوم «نابودگر دنیاها» در سال ۲۰۰۱ آغاز بازگشت گروه بفوری به سبک وایکینگ متال بود که با انتشار دو آلبوم نردلند یک (۲۰۰۲) و نردلند دو (۲۰۰۳) این انتقال به سبک پیشین نهایی شد.

### مرگ کوئورتون
در ماه ژوئن سال ۲۰۰۴ میلادی، جسم بی‌جان کوئورتون در خانه‌اش پیدا شد. مرگی که احتمالاً بر اثر ایست قلبی بود. وی از پیش به مشکلات قلبی‌ای که داشت شناخته می‌شد. در سوم ژوئن سال ۲۰۰۶، نشریه بلک‌مارک (به انگلیسی: Black Mark Production) مجموعه‌ای را برای ادای احترام به کوئورتون منتشر کرد که شامل سه سی‌دی از آهنگ‌های محبوب کوئورتون از گروه بثوری، کتابچه‌ای ۱۷۶ صفحه‌ای، یک دی‌وی‌دی از نسخهٔ بلند نماهنگ «یک سوار به آسا بی»، یک مصاحبه و چند فیلم کمیاب تبلیغاتی و یک پوستر می‌شد.

## اعضای گروه
- کوئورتون (توماس بورجه فورسبرگ) - وکال، گیتار، گیتار باس، درامز، ترانه، آهنگ‌ساز. (۱۹۸۳–۲۰۰۴)
- فردان/هانوی (یوناس اوکرلند) - درامز (۱۹۸۳–۱۹۸۴)
- ریبان - گیتار باس (۱۹۸۴)
- استفان لارسون - درامز (۱۹۸۴–۱۹۸۶)
- آد - گیتار باس (۱۹۸۵)
- کریستر سندستروم - گیتار باس (۱۹۸۶–۱۹۸۷)
- پائول پاله لاندبرگ - درامز (۱۹۸۶–۱۹۸۷)
- وی‌ورنث - درامز (۱۹۸۸–۱۹۹۶)

## آلبوم‌شناسی

### آلبوم‌های استدیویی
- بفوری (۱۹۸۴)
- بازگشت… (۱۹۸۵)
- زیر پرچم نشان سیاه (۱۹۸۷)
- خون آتش مرگ (۱۹۸۸)
- همرهارت (۱۹۹۰)
- سپیده‌دم خدایان (۱۹۹۱)
- مرثیه (۱۹۹۴)
- هشت‌ضلعی (۱۹۹۵)
- خون بر یخ (۱۹۹۶)
- نابودگر دنیاها (۲۰۰۱)
- نردلند یک (۲۰۰۲)
- نردلند دو (۲۰۰۳)

### آلبوم‌های گردآوری شده
- یوبیلیوم (به سوئدی: Jubileum) جلد یک (۱۹۹۲)
- یوبیلیوم جلد دو (۱۹۹۳)
- یوبیلیوم جلد سه (۱۹۹۸)
- کاتالوگ (۲۰۰۱)
- به یاد کوئورتون (۲۰۰۶)

## منبع(ها)
- مشارکت‌کنندگان ویکی‌پدیا. «Bathory (band)». در دانشنامهٔ ویکی‌پدیای انگلیسی، بازبینی‌شده در ۳۱ می ۲۰۲۰.